# Dirang Bicuo
Dirang Bicuo (kinesiska: 蒂让碧错) är en sjö i Kina. Den ligger i den autonoma regionen Tibet, i den sydvästra delen av landet, omkring 420 kilometer nordväst om regionhuvudstaden Lhasa. Dirang Bicuo ligger 5 005 meter över havet. Trakten runt Dirang Bicuo består i huvudsak av gräsmarker.
Genomsnittlig årsnederbörd är 341 millimeter. Den regnigaste månaden är juli, med i genomsnitt 111 mm nederbörd, och den torraste är december, med 3 mm nederbörd.